# نقاشی بر روی تخته

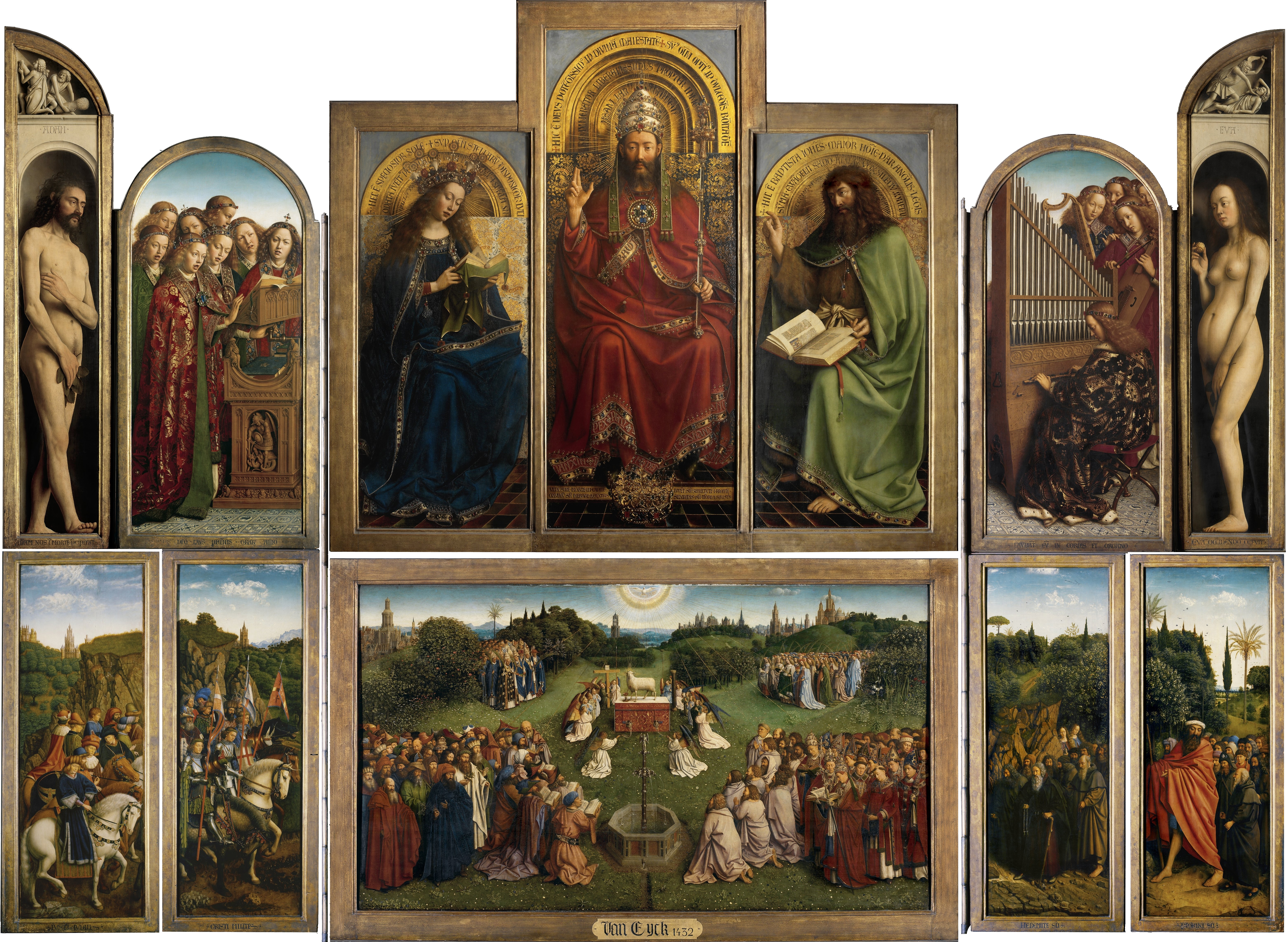
محراب گنت اثر یان ون ایک و برادرانش، ۱۴۳۲. محراب بزرگ روی پانل. بال‌های بیرونی لولایی هستند و از دو طرف نقاشی شده‌اند.

نقاشی بر روی تخته تابلویی است که بر روی یک صفحه مسطح ساخته شده از چوب، یک تکه یا تعدادی از قطعات چوب به هم متصل شده رسم شده‌است. و این شیوه تا زمانی که بوم در قرن شانزدهم به عنوان ابزار نقاشی محبوب‌تر تبدیل شد، ادامه داشت. شکل معمولی پشتیبانی از یک نقاشی نه روی دیوار (فرسکو) یا روی مخمل (برای مینیاتور در تذهیب) و همچنین برای نصب نقاشی‌های مخملی استفاده می‌شود.

## تاریخچه

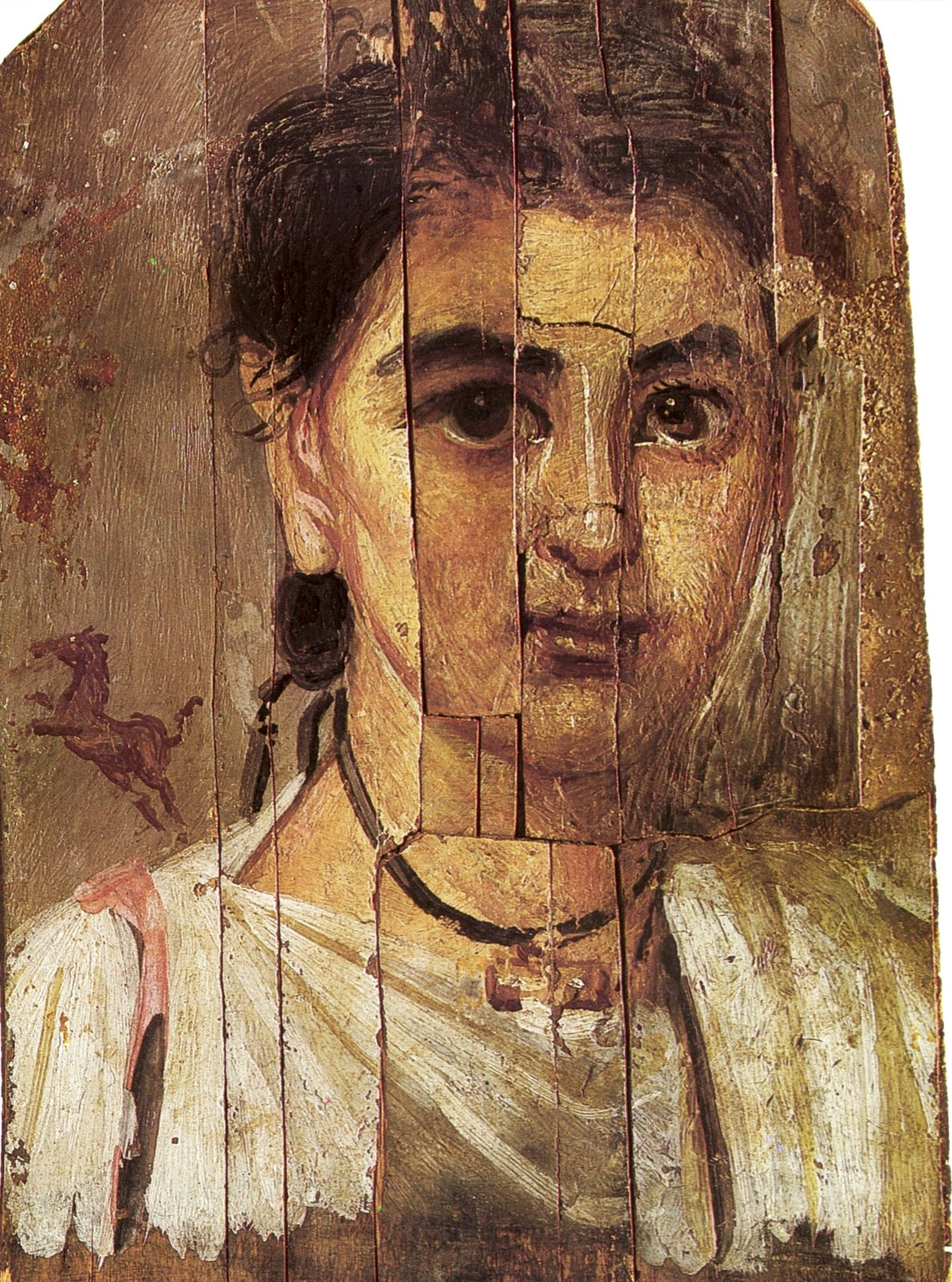
پسر یونانی-رومی، قرن دوم میلادی (پرتره مومیایی فایوم). انکوستیک روی چوب - به ترک‌ها توجه کنید.

نقاشی روی تخته بسیار قدیمی است، و یک وسیله بسیار معتبر در یونان و روم باستان بود، اما تنها نمونه‌های بسیار کمی از تابلوهای نقاشی باستانی باقی مانده‌است. مجموعه‌ای از لوح‌های نقاشی شده قرن ششم قبل از میلاد از پیتسا (یونان) قدیمی‌ترین تابلوهای نقاشی یونانی باقی مانده را نشان می‌دهد. به نظر می‌رسد بیشتر نقاشی‌های یونانی کلاسیک که در زمان خود مشهور بودند، اندازه‌ای قابل مقایسه با آثار کوچک‌تر مدرن داشته‌اند - شاید تا اندازه پرتره نیم‌قد. با این حال، برای یک نسل در ربع دوم قرن پنجم قبل از میلاد، جنبشی به نام «نقاشی جدید» و به رهبری پولیگنوتوس برای دیوارهای نقاشی شده بسیار بزرگ وجود داشت که ظاهراً روی چوب نقاشی شده بودند و فضای داخلی ساختمان‌های عمومی را با رنگ‌های بسیار تزئین می‌کردند. سوژه‌های بزرگ و پیچیده‌ای که دارای پیکره‌های بی‌شماری حداقل در اندازهٔ واقعی بودند، و شامل صحنه‌های نبرد نیز می‌شد. ما فقط می‌توانیم از روی برخی توصیف‌های ادبی دقیق و نقاشی‌های گلدانی که ظاهراً ترکیب‌بندی‌های آن‌ها را تکرار می‌کنند، تصور کنیم که اینها چگونه به نظر می‌رسند. پرتره‌های مومیایی فایوم از قرن اول پیش از میلاد تا قرن سوم پس از میلاد مرسوم بود، که در شرایط فوق‌العاده خشک مصر حفظ شده‌اند،

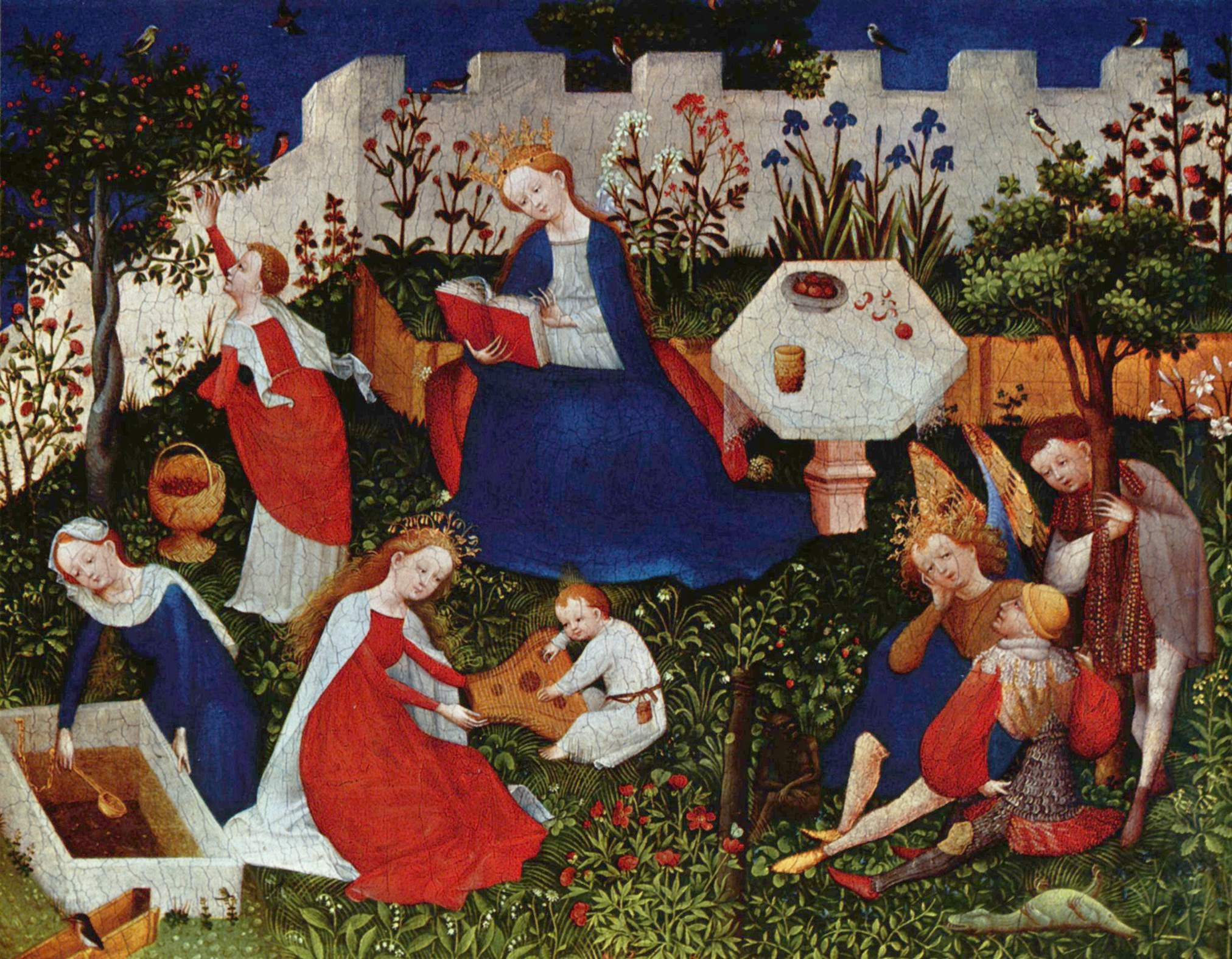
فرانکفورت Paradiesgärtlein، یک تابلوی نقاشی آلمانی متعلق به حدود ۱۴۱۰

## ساخت و آماده‌سازی تابلوی نقاشی

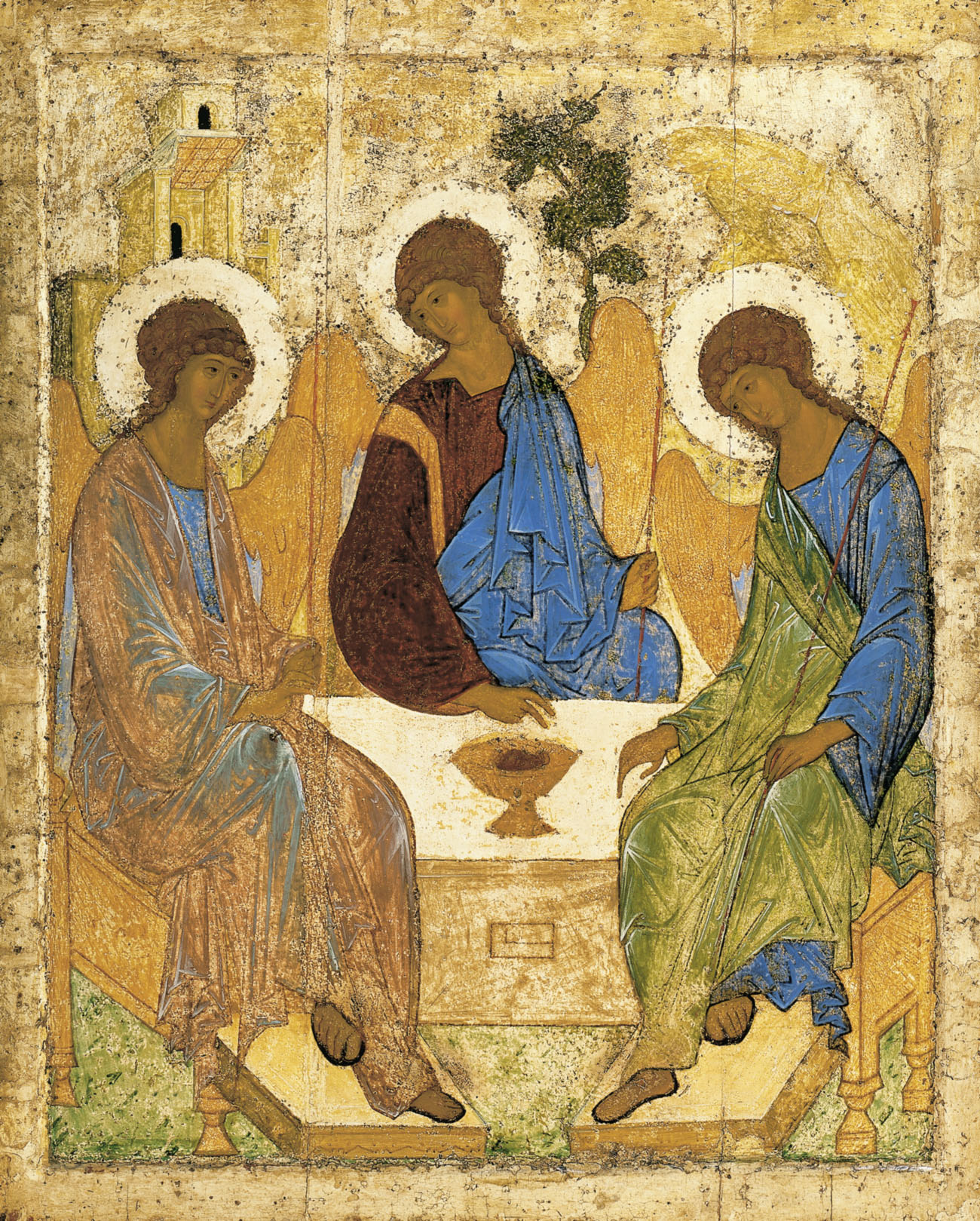
نماد روسی اثر آندری روبلف، اوایل قرن پانزدهم، روی یک صفحه سه تکه. با لبه‌های برجسته بتونه و احتمالاً به جای چوب هستند

این تکنیک از طریق کتاب راهنمای Craftsman's Cennino Cennini (Il libro dell' arte) منتشر شده در سال ۱۳۹۰ و منابع دیگر برای ما شناخته شده‌است. در طول قرن‌ها کمی تغییر کرد. این یک فرایند پر زحمت و پر دردسر بود:
- یک نجار یک قطعه چوب جامد به اندازه پانل مورد نیاز می‌سازد. معمولاً یک قطعه برش شعاعی ترجیح داده می‌شد (در سراسر درخت به جای طول درخت؛ برعکس اکثر برش‌های چوب)، با حذف چوب صنوبر خارجی. در ایتالیا معمولاً صنوبر، بید یا نمدار چاشنی شده بود. آن را صاف کرده و سمباده می‌زنند و در صورت نیاز با قطعات دیگر وصل می‌کنند تا اندازه و شکل دلخواه به دست آید.
- چوب با مخلوطی از چسب‌های پوست حیوانات و رزین و با کتان پوشانده می‌شود (ترکیب مخلوط و کتانی به عنوان «قالب» شناخته می‌شود). این ممکن است توسط یک متخصص یا در کارگاه هنرمندان انجام شود.
- پس از خشک شدن قالب، لایه به لایه از گسو استفاده می‌شد، هر لایه قبل از اعمال بعدی، گاهی تا ۱۵ لایه، قبل از ظاهر شدن یک سطح سخت صاف، که قسمت‌هایی که معوج است، سمباده می‌خورد. این شیوه بعد از قرن شانزدهم بکار گرفته نشده یا از زمینه‌های تیره‌تر استفاده شده‌است.

## حفاظت و تجزیه و تحلیل علمی

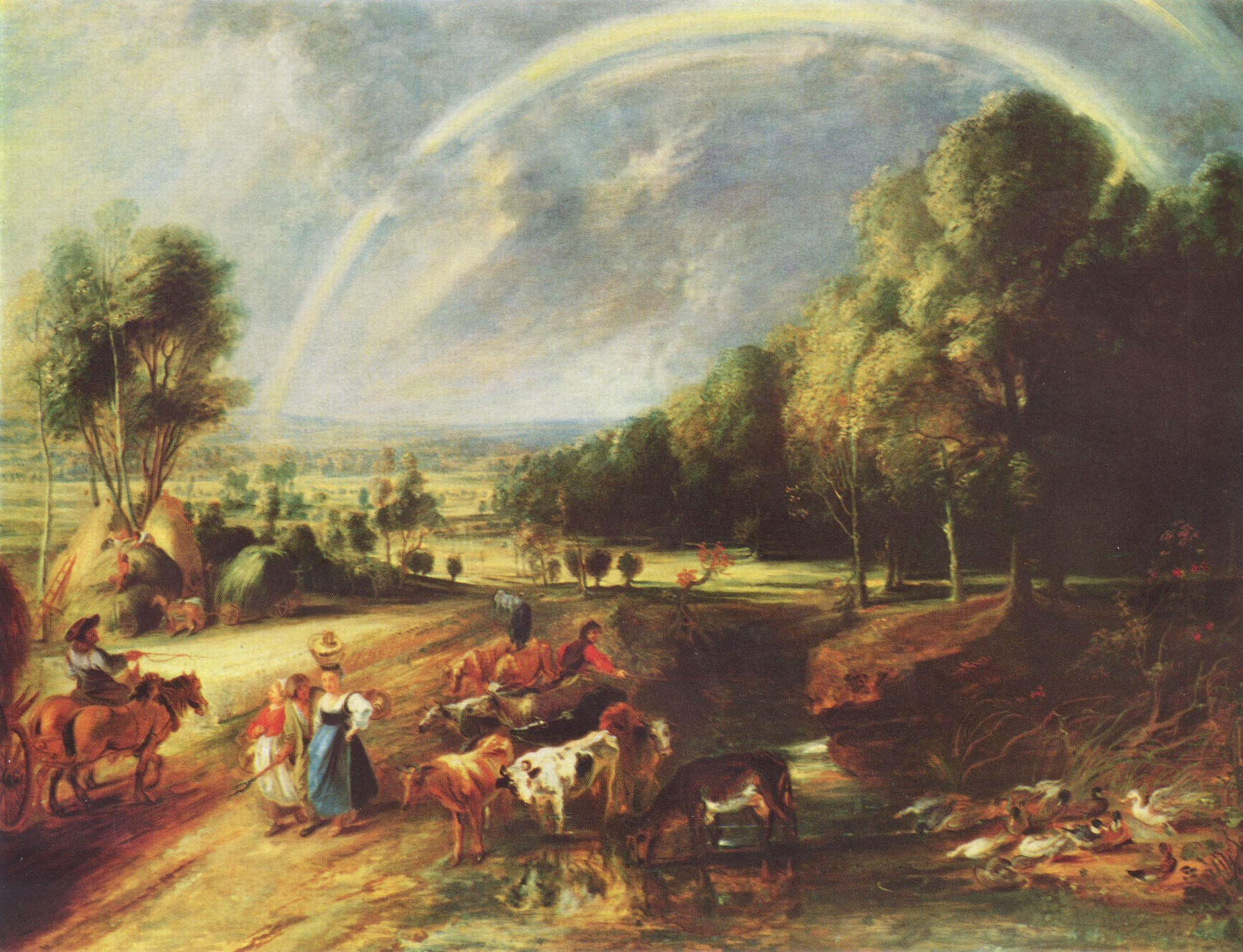
منظره با رنگین کمان، ۹۴ × ۱۲۳ سانتی‌متر، ۱۶۳۶–۱۶۳۸. تابلویی بزرگ روبنس با تابلویی که از قطعات زیادی ساخته شده‌است

نقاشی‌های چوبی، به خصوص اگر در محیطی با رطوبت خیلی کم نگهداری شوند، اغلب با گذشت زمان خم شده و ترک می‌خورند، و از قرن نوزدهم، زمانی که تکنیک‌های قابل اعتماد توسعه یافت، بسیاری از نقاشی‌ها به بوم یا تکیه‌گاه‌های چوبی مدرن منتقل شدند.